# Brynjólfur Sveinsson
En aquest nom islandès, el darrer nom és un patronímic, no pas un cognom. La manera de referir-se a aquesta persona és pel nom de pila.
Brynjólfur Sveinsson (1605–1675) va ser el bisbe luterà al poble de Skálholt situat al sud d'Islàndia.
Aquest mateix bisbe va descobrir el Còdex Regius i el va anomenar Edda. Brynjólfur va atribuir el còdex manuscrit a Sæmundr fróði, un sacerdot islandès del segle xii. Emperò, aquesta atribució va ser negada pels erudits moderns, que creuen que va ser fet per diversos autors.